# Dror Israel
El moviment Dror Israel (en hebreu: תנועת דרור-ישראל) (transliterat: Tnuat Dror Israel) és un moviment juvenil sionista educatiu i pioner, la missió del qual és aconseguir un canvi educatiu i social significatiu a llarg termini en el si de la societat israeliana, per promoure la solidaritat, l'activisme social, la democràcia i la igualtat davant la llei.
L'objectiu de Dror Israel és formar el nucli popular d'una societat exemplar a Israel basada en la visió dels profetes d'Israel i en els fundadors del sionisme.
Dror Israel posa l'accent en la participació de tots els sectors de la societat israeliana, inclosos els immigrants etíops i russos, els àrabs israelians, els drusos, els beduïns, les comunitats i la classe obrera.
Al segle xxi, Dror Israel ha establert 16 kibutzim educatius en la perifèria social i geogràfica d'Israel. En aquests kibutzim viuen actualment uns 1.200 joves i adults de 20 i 40 anys, que treballen diàriament en les activitats educatives, culturals i socials de l'organització. El moviment compta amb més de 100.000 nens, adolescents i adults.

## Història
Dror Israel va ser fundada el 2006 per graduats del moviment juvenil sionista Hanoar Haoved Vehalomed, (el moviment de la joventut treballadora i estudiant).
Hanoar Haoved Vehalomed va ser fundada el 1924 per joves que treballaven per defensar els seus drets. Hanoar Haoved Vehalomed va fundar més de 100 kibutzim entre 1930 i 1980.
En la dècada de 1990, juntament amb el declivi del moviment dels kibutzim, Hanoar Haoved Vehalomed va començar a examinar de nou el camí ideal per a la vida dels seus membres, que havien fomentat l'assentament dels kibutzim en grups bàsics, després d'acabar el seu període de servei militar obligatori.
En lloc de seguir aquest camí, es va començar a proposar un model en el qual els graduats del moviment formaven petites comunes urbanes que treballaven en la societat, particularment en el camp de l'educació.
Com a part d'aquest procés de canvi, Dror Israel va ser creat per donar un nom a aquest nou moviment, i actualment considera a Hanoar Haoved Vehalomed com la seva branca juvenil.
En 2014, uns 1.200 membres de Dror Israel, tots ells antics membres de Hanoar Haoved Vehalomed, vivien en petites comunes urbanes situades a les ciutats o en els kibutzim, i treballaven en el si de la societat israeliana, sobretot en el camp de l'educació i en els diversos moviments juvenils. Dror Israel deu el seu nom a l'històric moviment juvenil sionista polonès anomenat Dror.

## Kibutzim educatius
Els 16 kibutzim educatius situats per tot Israel, estan formats per 1.200 joves actius que viuen junts en comunitats, i que es comprometen a millorar la societat israeliana, treballant junts en diversos projectes socials, educatius i comunitaris.
Els kibutzim educatius lluiten per trobar una nova forma de vida que permeti als seus membres actualitzar els valors jueus del sionisme, la igualtat davant la llei, i la responsabilitat social en el marc de la realitat de la perifèria geogràfica, social i econòmica de la Terra d'Israel.
Entre 30 i 100 educadors viuen en cada quibuts, d'acord amb les necessitats locals i les preferències dels membres del grup.
Cada quibuts educacional és el responsable de dur a terme una àmplia varietat d'activitats específiques per a les necessitats de la comunitat local. Els kibutzim educacionals es troben per tota la geografia d'Israel, a les zones urbanes i a les zones rurals, al centre i en la perifèria de les ciutats. Uns 100 joves membres de Dror Israel s'uneixen als kibutzim educatius cada any.